# 호드리구 페르난지스 발레치
호드리구 페르난지스 발레치 또는 페르난지스(1978년 3월 3일 ~)는 브라질의 축구 선수이다. 포지션은 공격수이며 K리그 전북 현대 모터스에서 활약했었다. K리그 등록명은 페르난데스이다.